# Molophilus atnaterta
Molophilus atnaterta är en tvåvingeart som beskrevs av Günther Theischinger 1992.
Molophilus atnaterta ingår i släktet Molophilus och familjen småharkrankar. Inga underarter finns listade i Catalogue of Life.